# マテウス・フェルナンデス
マテウス・フェルナンデスことマテウス・ゴンサロ・エスパーニャ・フェルナンデス（Mateus Gonçalo Espanha Fernandes, 2004年7月10日 - ）は、ポルトガル・ファーロ県オリャン出身のプロサッカー選手。サウサンプトンFC所属。ポジションはミッドフィールダー。

## 経歴

### クラブ

#### スポルティングCP
地元のオリャネンセを経て、2016年にスポルティングCPの下部組織に入団。
2021年にBチームでプロデビューした。
2022年10月14日にスポルティングと2027年までの契約延長に合意した。契約解除金は6,000万ユーロ。22日のカーザ・ピア戦に途中出場してトップチームデビューを果たした。

#### エストリル
2023年8月29日、エストリル・プライアにローン移籍。

#### サウサンプトン
2024年8月20日、イングランドのサウサンプトンに5年契約で完全移籍。24日のノッティンガム・フォレスト戦で移籍後初出場し、28日にEFLカップのカーディフ・シティ戦で移籍後初得点を記録した。

### 代表
2021年からポルトガルの世代別代表に選出され、UEFA U-19欧州選手権予選などに出場。
2025年6月には、UEFA U-21欧州選手権で3試合に先発出場した。

## 個人成績
| 国内大会個人成績 | 国内大会個人成績 | 国内大会個人成績 | 国内大会個人成績 | 国内大会個人成績 | 国内大会個人成績 | 国内大会個人成績 | 国内大会個人成績 | 国内大会個人成績 | 国内大会個人成績 | 国内大会個人成績 | 国内大会個人成績 |
| 年度             | クラブ           | 背番号           | リーグ           | リーグ戦         | リーグ戦         | リーグ杯         | リーグ杯         | オープン杯       | オープン杯       | 期間通算         | 期間通算         |
| 年度             | クラブ           | 背番号           | リーグ           | 出場             | 得点             | 出場             | 得点             | 出場             | 得点             | 出場             | 得点             |
| ポルトガル       | ポルトガル       | ポルトガル       | ポルトガル       | リーグ戦         | リーグ戦         | リーグ杯         | リーグ杯         | ポルトガル杯     | ポルトガル杯     | 期間通算         | 期間通算         |
| ---------------- | ---------------- | ---------------- | ---------------- | ---------------- | ---------------- | ---------------- | ---------------- | ---------------- | ---------------- | ---------------- | ---------------- |
| 2022-23          | スポルティングCP | 82               | プリメイラ       | 3                | 0                | 2                | 1                | 0                | 0                | 5                | 1                |
| 2023-24          | スポルティングCP | 82               | プリメイラ       | 1                | 0                | 0                | 0                | 0                | 0                | 1                | 0                |
| 2023-24          | エストリル       | 82               | プリメイラ       | 28               | 1                | 4                | 0                | 3                | 0                | 35               | 1                |
| 2024-25          | スポルティングCP | 28               | プリメイラ       | 1                | 0                | -                | -                | -                | -                | 1                | 0                |
| イングランド     | イングランド     | イングランド     | イングランド     | リーグ戦         | リーグ戦         | FLカップ         | FLカップ         | FAカップ         | FAカップ         | 期間通算         | 期間通算         |
| 2024-25          | サウサンプトン   | 18               | プレミアリーグ   | 36               | 2                | 4                | 1                | 2                | 0                | 42               | 3                |
| 通算             | ポルトガル       | ポルトガル       | プリメイラ       | 33               | 1                | 6                | 1                | 3                | 0                | 42               | 2                |
| 通算             | イングランド     | イングランド     | プレミアリーグ   | 36               | 2                | 4                | 1                | 2                | 0                | 42               | 3                |
| 総通算           | 総通算           | 総通算           | 総通算           | 69               | 3                | 10               | 2                | 5                | 0                | 84               | 5                |